# Усахело
Усахело (груз. უსახელო) — село в Грузії.
За даними перепису населення 2014 року в селі проживає 187 осіб.